# Lougouri
Lougouri est une commune rurale située dans le département de Oula de la province du Yatenga dans la région Nord au Burkina Faso.

## Géographie
Lougouri se trouve à 3 km au nord de Oula, le chef-lieu du département, et à environ 15 km au sud-est du centre de Ouahigouya. La commune est traversée par la route nationale 15 (RN 15).

## Économie
Importante localité du département, Lougouri bénéficie de sa situation sur la RN 15 (et de sa proximité avec Ouahigouya) pour favoriser les échanges commerciaux de son important marché Mossi qui se tient tous les trois jours.

## Santé et éducation
Lougouri accueille un centre de santé et de promotion sociale (CSPS) tandis que le centre hospitalier régional (CHR) se trouve à Ouahigouya.
Le village possède une école primaire privée Sabilou Solah ainsi qu'un collège d'enseignement général (CEG).